# Warnowo Zachodnie
Warnowo Zachodnie – jezioro na wyspie Wolin, położone w gminie Wolin, w powiecie kamieńskim, w woj. zachodniopomorskim.
Jego powierzchnia wynosi 10,56 ha, średnia głębokość 1,3 m, a maksymalna głębokość 2,1. Charakterystyczną cechą jeziora jest kryptodepresja, w której dno jeziora znajduje się na poziomie 0,7 m poniżej poziomu morza. Według typologii rybackiej jest to jezioro linowo-szczupakowe.
Jezioro znajduje się w obrębie Wolińskiego Parku Narodowego, w Obwodzie Ochrony Warnowo położonym północno-wschodnim rejonie parku. Na południe i wschód od jeziora leży wieś Warnowo.
Warnowo Zachodnie i Rabiąż łączy kanał o głębokości 70 cm, szerokości 3,5 m i długości ok. 100 m, w dużym stopniu zarośnięty.